# Diocèse de Drohiczyn
Le diocèse de Drohiczyn (en latin : Dioecesis Drohiczinensis) est un diocèse catholique de Pologne de la province ecclésiastique de Białystok dont le siège est situé à Drohiczyn. En 2023, le territoire est divisé en 11 doyennés et 98 paroisses. L'évêque actuel est Piotr Sawczuk (en), depuis 2019.

## Historique
Quand la Pologne a retrouvé son indépendance après la Première Guerre mondiale, le pape Pie XI a créé le diocèse de Pinsk, le 28 octobre 1925, par la bulle Vixdum Poloniae unitas dépendant de l'archidiocèse de Vilnius. Après la Seconde Guerre mondiale, la plus grande partie du territoire du diocèse a été intégrée à la république socialiste soviétique de Biélorussie. À partir de 1950, la région du diocèse de Pińsk, qui est restée dans les limites de la république populaire de Pologne a été dirigée par un administrateur apostolique résidant à Drohiczyn. 
Le diocèse de Drohiczyn a été créé le 5 juin 1991 à partir du diocèse de Pinsk, en Biélorussie, à la suite de la réorganisation par le pape Jean Paul II.

## Églises importantes du diocèse
L'église de la Sainte-Trinité (pl) (en polonais : Katedra Trójcy Przenajświętszej) est la cathédrale du diocèse de Drohiczyn.
Co-cathédrale du Cœur-Immaculé-de-la-Bienheureuse Vierge Marie (en polonais : Konkatedra Niepokalanego Serca Najświętszej Maryi Panny) de Sokołów Podlaski.
Basiliques mineures :

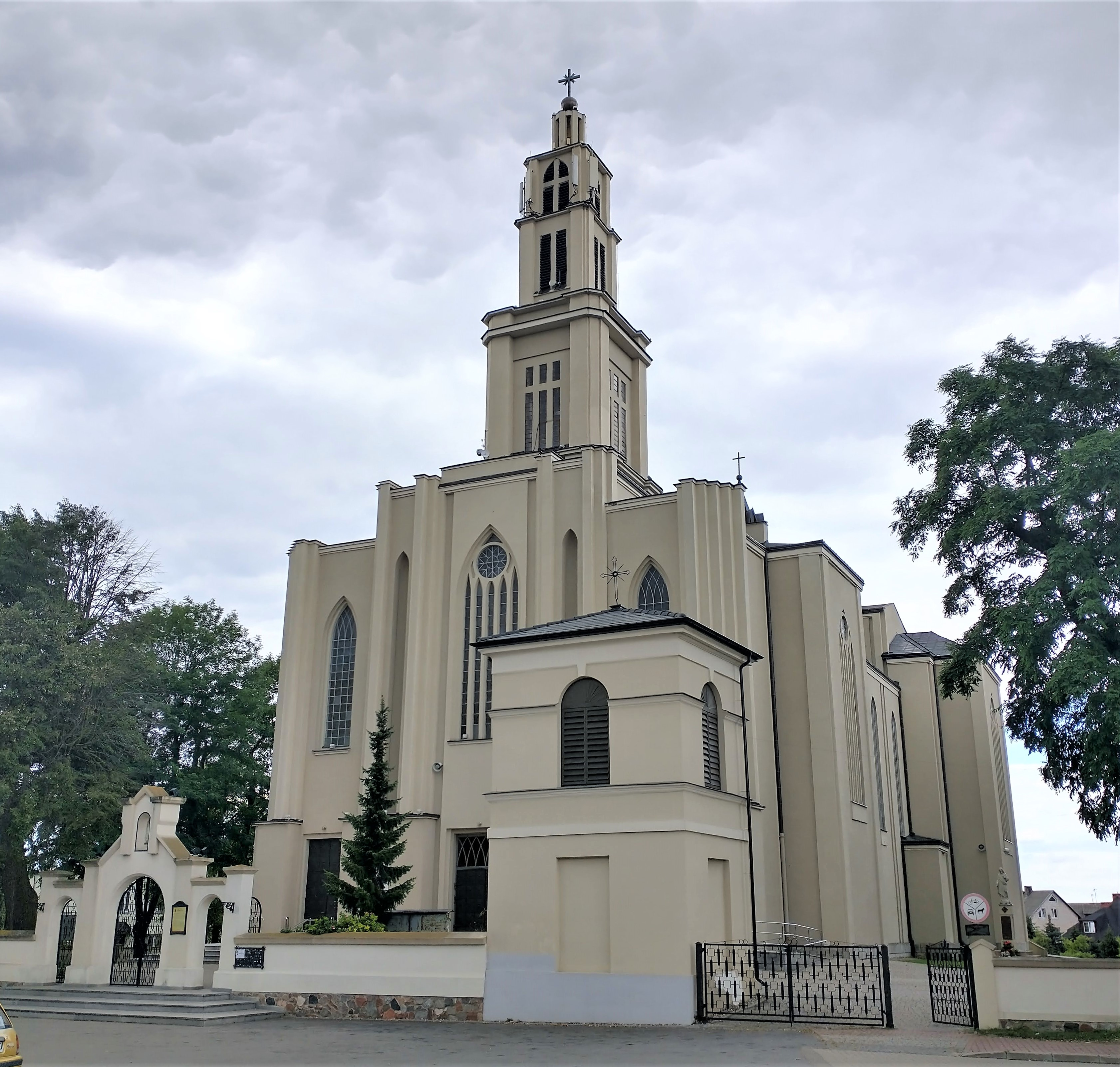
La co-cathédrale de Sokołów Podlaski.

- Basilique de la Nativité-de-la-Bienheureuse-Vierge-Marie-et-Saint-Nicolas (en polonais : Bazylika pw. Narodzenia Najświętszej Maryi Panny i św. Mikołaja) de Bielsk Podlaski ;
- Basilique de l'Assomption-de-la-Bienheureuse-Vierge-Marie (en polonais : Bazylika Wniebowzięcia Najświętszej Marii Panny) de Węgrów ;
- Basilique de la Sainte-Trinité-et-de-Sainte-Anne à Prostyń;

## Évêques de Drohiczyn
- Évêques :
  - Wladyslaw Jedruszuk, du 5 juin 1991 jusqu'à sa mort, le 25 mai 1994,
  - Antoni Pacyfik Dydycz (O.F.M. Cap.), du 20 juin 1994 jusqu'à sa retraite, le 29 mars 2014,
  - Tadeusz Pikus, du 29 mars 2014 au 17 juin 2019,
  - Piotr Sawczuk (en), depuis le 17 juin 2019.

- Évêque auxiliaire :
  - Jan Chrapek (C.S.M.A.), du 25 mars 1992 au 20 juin 1994.

### Articles liés
- Église catholique en Pologne
- Liste des diocèses catholiques de Pologne